# No Ordinary World
No Ordinary World – siedemnasty album muzyczny Joego Cockera, wydany w 1999. Amerykańska edycja albumu zawierała dodatkowe 2 utwory, niż w edycji Europejskiej. Gościnnie podczas nagrywania albumu zaśpiewał Bryan Adams jako wokal wspierający.

## Lista utworów
1. „First We Take Manhattan” - 3:44 (Leonard Cohen)
2. „Different Roads” - 4:58 (Stephen Allen Davis, Steve DuBerry)
3. „My Father's Son” - 4:29 (Graham Lyle, Conner Reeves)
4. „While You See a Chance” - 3:51 (Will Jennings, Steve Winwood)
5. „She Believes in Me” - 4:44 (Bryan Adams, Eliot Kennedy)
6. „No Ordinary World” - 3:52 (Lars Anderson, Stephen Allen Davis)
7. „Where Would I Be Now” - 5:27 (Michael McDonald, Tony Joe White)
8. „Ain't Gonna Cry Again” - 4:06 (Peter Cox, Peter-John Vettese)
9. „Soul Rising” - 3:57 (Peter Cox, Graham Gouldman, Peter-John Vettese)
10. „Naked Without You” - 4:31 (Rick Nowels, Andrew Roachford, Billy Steinberg)
11. „Love to Lean On” - 4:17 (Steve Diamond, Wayne Kirkpatrick)
12. „On My Way Home” - 4:13 (Jean-Jacques Goldman, Michael Jones)
13. „Lie to Me” - 4:01 (J. McCabe, David Z.)
14. „Love Made a Promise” - 5:03 (Paul Brady, Mark Nevin)

Utwory 13-14 dostępne są tylko w wersji wydanej w Ameryce

## Wykonawcy
1. Joe Cocker - wokal
2. Jean-Jacques Goldman - gitara akustyczna, keyboard, wokal wspierajacy
3. Billy Lang - gitara
4. Steve McEwan - gitara, gitara akustyczna
5. Tim Pierce - gitara
6. Steve Power - gitara
7. Adam Seymour - gitara
8. Michael Thompson - gitara
9. Patrice Tison - gitara
10. Guy Delacroix - gitara basowa
11. Neil Stubenhaus - gitara basowa
12. Neil Harland - gitara basowa
13. C. J. Vanston - keyboard, syntezator, Fender Rhodes
14. David Clayton - syntezator
15. Spike Edney - syntezator
16. J. Neil Sidwell - trabka, saksofon barytonowe,saksofon tenorowy
17. Chistopher Deschamps - perkusja
18. Jeremy Stacey - perkusja
19. Andy Duncan - instrumenty perkusyjne
20. Bryan Adams - wokal wspierający
21. Tommy Blaize - wokal wspierający
22. Mary Carewe - wokal wspierający
23. Lance Ellington - wokal wspierający
24. Natalie Jackson - wokal wspierający
25. Mortonette Jenkins - wokal wspierający
26. Marlena Jeter - wokal wspierający
27. Katie Kissoon - wokal wspierający
28. Keith Murrell - wokal wspierający
29. Gavyn Wright - conductor